# 札兰丁·汗
札兰丁·汗（Jalal al-Din Khan ibn Tokhtamysh，1380年—1412年），金帳汗國君主（1411年-1412年在位），其父亲為脱脱迷失。他也因撰写了蒙古帝国史而出名。
在父亲脱脱迷失于1405年被杀后，札兰丁·汗逃往立陶宛，寻求立陶宛大公维陶塔斯大帝的帮助。1410年，参与了由维陶塔斯率军发起针对条顿骑士团的格伦瓦德之战；在军事修会约束下，遭到惨败。
之后，他得到立陶宛的援助，于1411年在也迪古身处花剌子模期间，成功推翻金帐汗国可汗帖木儿汗（帖木儿·忽格鲁特之子），登上了萨莱的汗位。当年的某个时候，他在汗国的金币上刻上了自己的名字。
根据俄罗斯编年史，札兰丁·汗死于自己的弟弟兼继承者卡里姆·别尔迪之手。
| 前任： 帖木儿汗 | 金帐汗国君主 1411年—1412年 | 繼任： 卡里姆·别尔迪 |